# Czarny Kopiniak
Czarny Kopiniak (słow. Čierny kopiniak, Čierna kopa) – wybitna turnia w północno-zachodniej grani Czarnego Szczytu w słowackiej części Tatr Wysokich, będącej fragmentem grani głównej Tatr Wysokich. Na południowym wschodzie graniczy z Czarnym Grzebieniem, od którego odgranicza go Czarny Karb, natomiast na północnym zachodzie od Czarnych Czub i masywu Kołowego Szczytu oddzielony jest Czarną Przełęczą. Jest to jedyna samodzielna turnia na odcinku między Czarną Przełęczą a Czarnym Szczytem, położona w jednej trzeciej jego wysokości.
Południowo-zachodnie stoki grani opadają w kierunku Czarnego Bańdziocha – górnego piętra Doliny Czarnej Jaworowej – stosunkowo urwistą, choć niewysoką ścianą. W jej dolnych fragmentach położona jest lewa część Niżniego Szymkowego Ogrodu. Po stronie północno-wschodniej z Czarnego Kopiniaka opada stroma ściana do Danielowego Cmentarzyska w Dolinie Jastrzębiej.
Na Czarnego Kopiniaka nie prowadzą żadne szlaki turystyczne. Najdogodniejsza droga dla taterników jest nieco trudna (I w skali UIAA) i wiedzie południowo-zachodnią granią z Czarnej Przełęczy. Wejście od strony Czarnego Karbu jest łatwiejsze (0+), ale mniej dogodne.
Pierwsze wejścia:
- letnie – Alfred Martin i przewodnik Johann Franz senior, 16 lipca 1907 r.,
- zimowe – Adam Karpiński i Konstanty Narkiewicz-Jodko, 4 kwietnia 1928 r.[2]